# Marian Zacharski

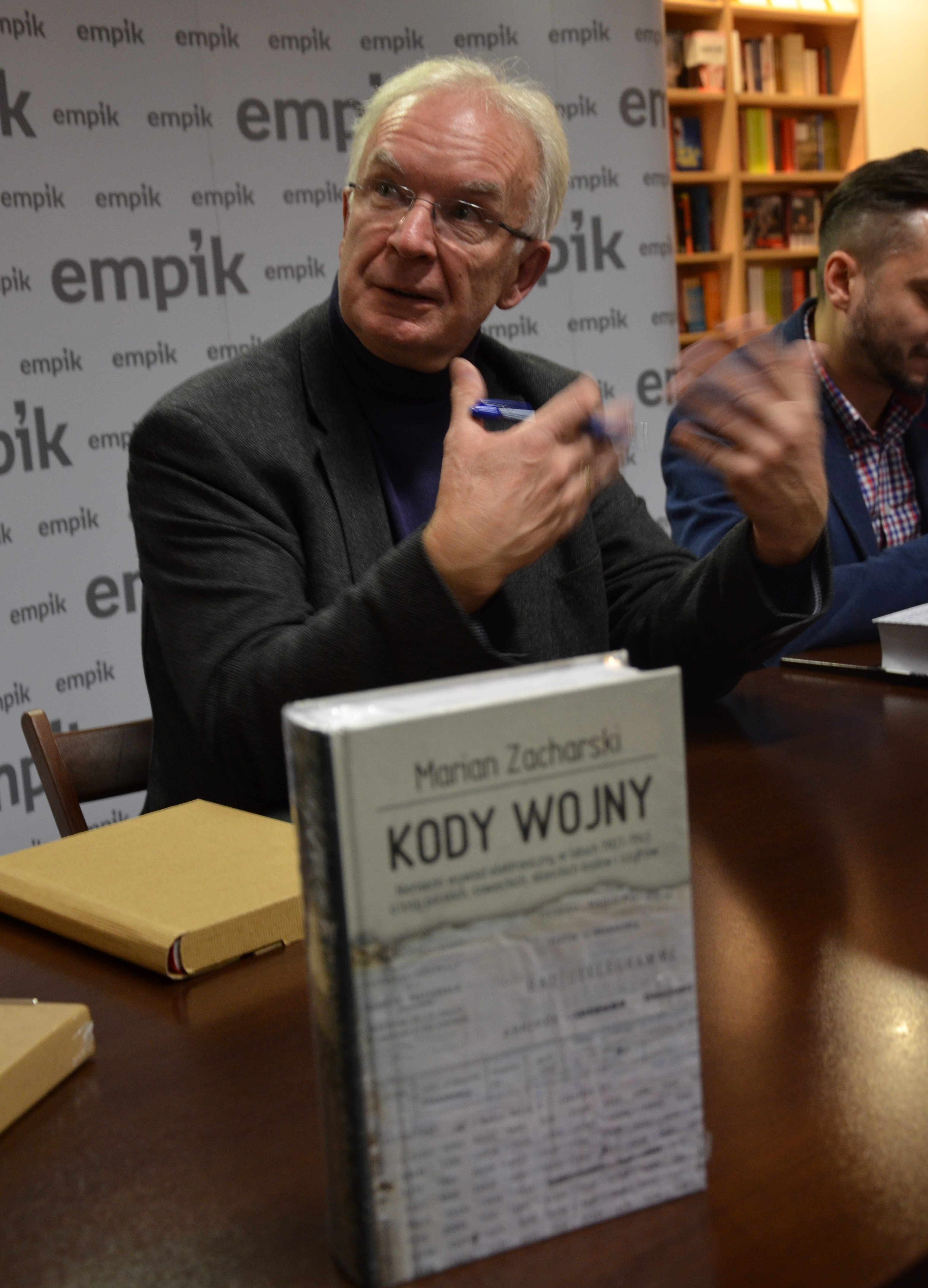
Marian Zacharski (2016)

Marian Zacharski (* 1951) ist ein ehemaliger polnischer Nachrichtendienstoffizier, Brigadier des polnischen Innenministeriums zur Zeit des Kalten Krieges und der Dritten Republik.

## Leben
Zacharski kam 1975 als offizieller Vertreter eines polnischen Exportunternehmens Polish-American Machinery Corporation (POLAMCO) in die USA. Inoffiziell war er Agent des 1. Departements des polnischen Innenministeriums. Er wurde in der Nachbarschaft des hochverschuldeten Mitarbeiters der Hughes Aircraft Corporation, William Bell untergebracht.
Bell übergab Zacharski für 110.000 USD und Goldmünzen im Wert von 60.000 USD geheime Informationen und Pläne über die Raketenabwehrsysteme Hawk und Patriot sowie Informationen über die Stealth-Technologie des Rockwell B-1 Bombers, Pläne des Jagdflugzeugs F-15 und des Panzers M1 Abrams.
1981 wurde das FBI von einem polnischen Mitarbeiter der UNO, der in die USA geflohen war, über die Tätigkeit des polnischen Agenten informiert. Das FBI nahm Zacharski am 23. Juni 1981 fest. Er wurde am 14. Dezember 1981 (einen Tag nach Einführung des Kriegsrechts in Polen) zu lebenslanger Haft verurteilt.
Im Juni 1985 wurde er auf der Glienicker Brücke in Berlin zusammen mit zwei anderen osteuropäischen Agenten gegen 25 westliche Agenten und politische Gefangene ausgetauscht. Der Austausch wurde von Wolfgang Vogel vermittelt.